# Норис Сити (Илиноис)
Норис Сити (енгл. Norris City) град је у америчкој савезној држави Илиноис.

## Демографија
По попису из 2010. године број становника је 1.275, што је 218 (20,6%) становника више него 2000. године.
| Група             | 2000.         | 2010.         |
| Белци             | 1.039 (98,3%) | 1.251 (98,1%) |
| Афроамериканци    | 0 (0,0%)      | 6 (0,5%)      |
| Азијати           | 3 (0,3%)      | 0 (0,0%)      |
| Хиспаноамериканци | 1 (0,1%)      | 14 (1,1%)     |
| Укупно            | 1.057         | 1.275         |